# Diago
Diago es una localidad y comuna del círculo de Kati, región de Kulikoró, Mali. Su población era de 3269 habitantes en 2009.